# Arothron diadematus
Arothron diadematus är en fiskart som först beskrevs av Eduard Rüppell 1829.  Arothron diadematus ingår i släktet Arothron och familjen blåsfiskar. Inga underarter finns listade i Catalogue of Life.

## Bildgalleri

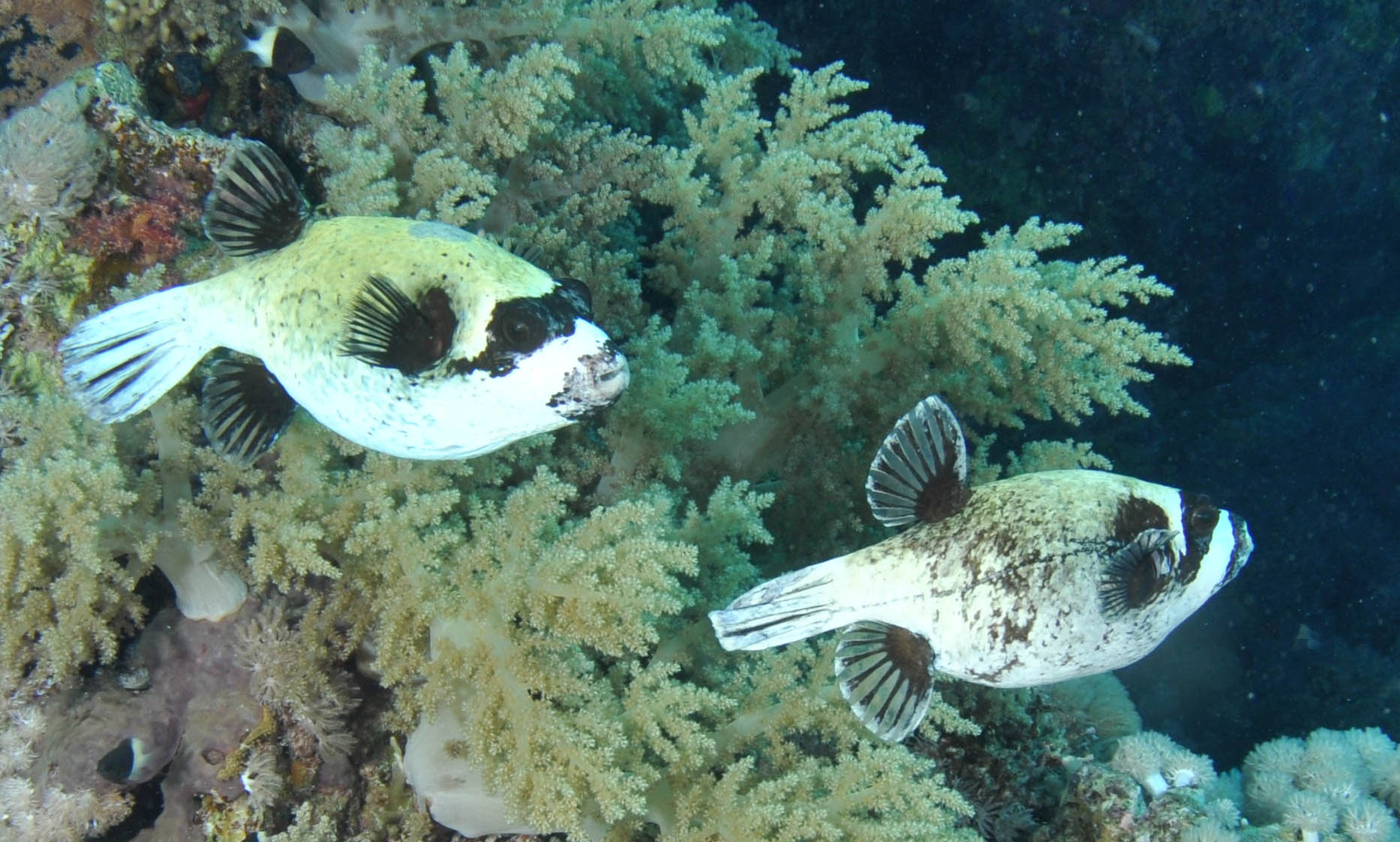
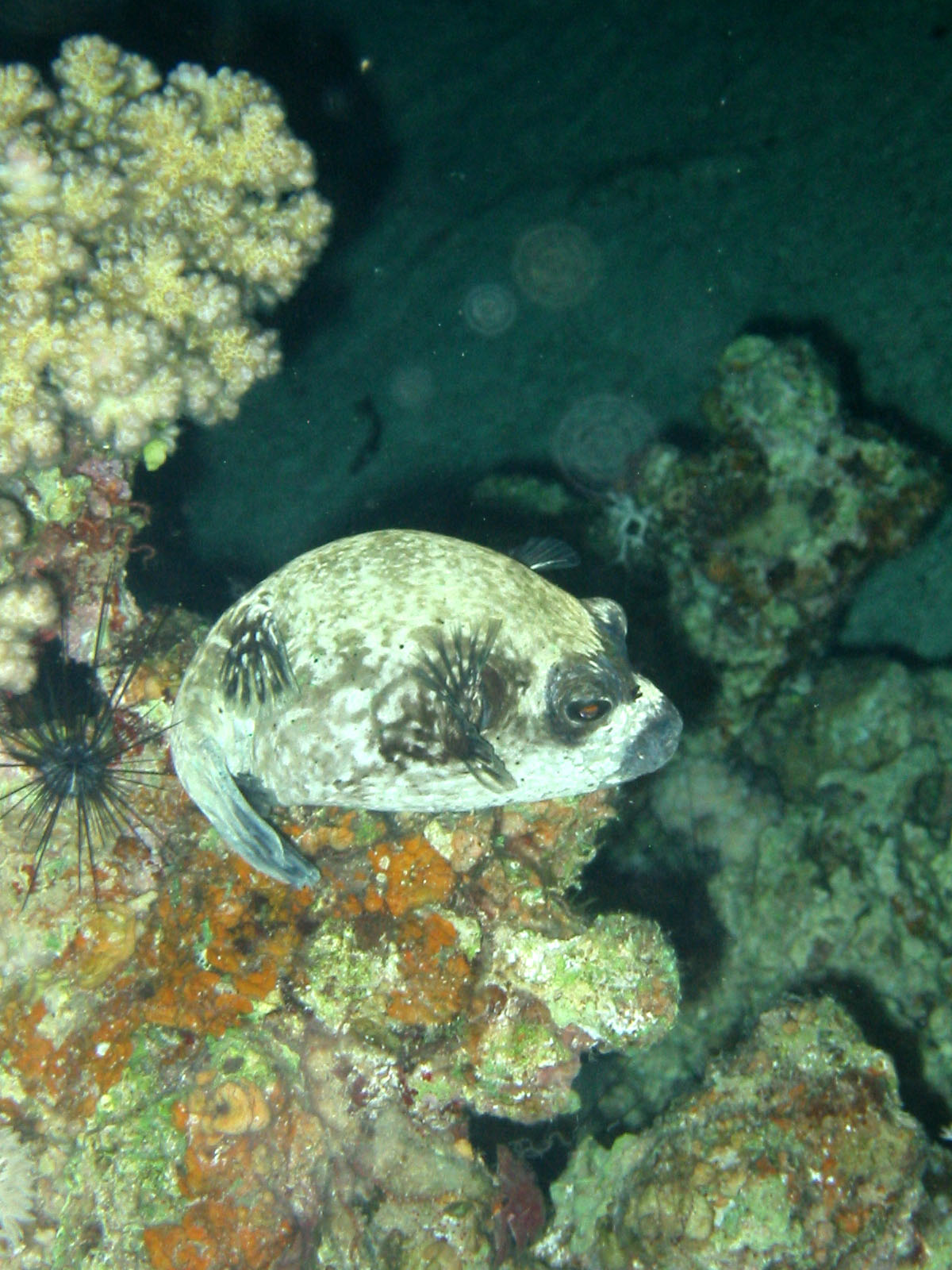
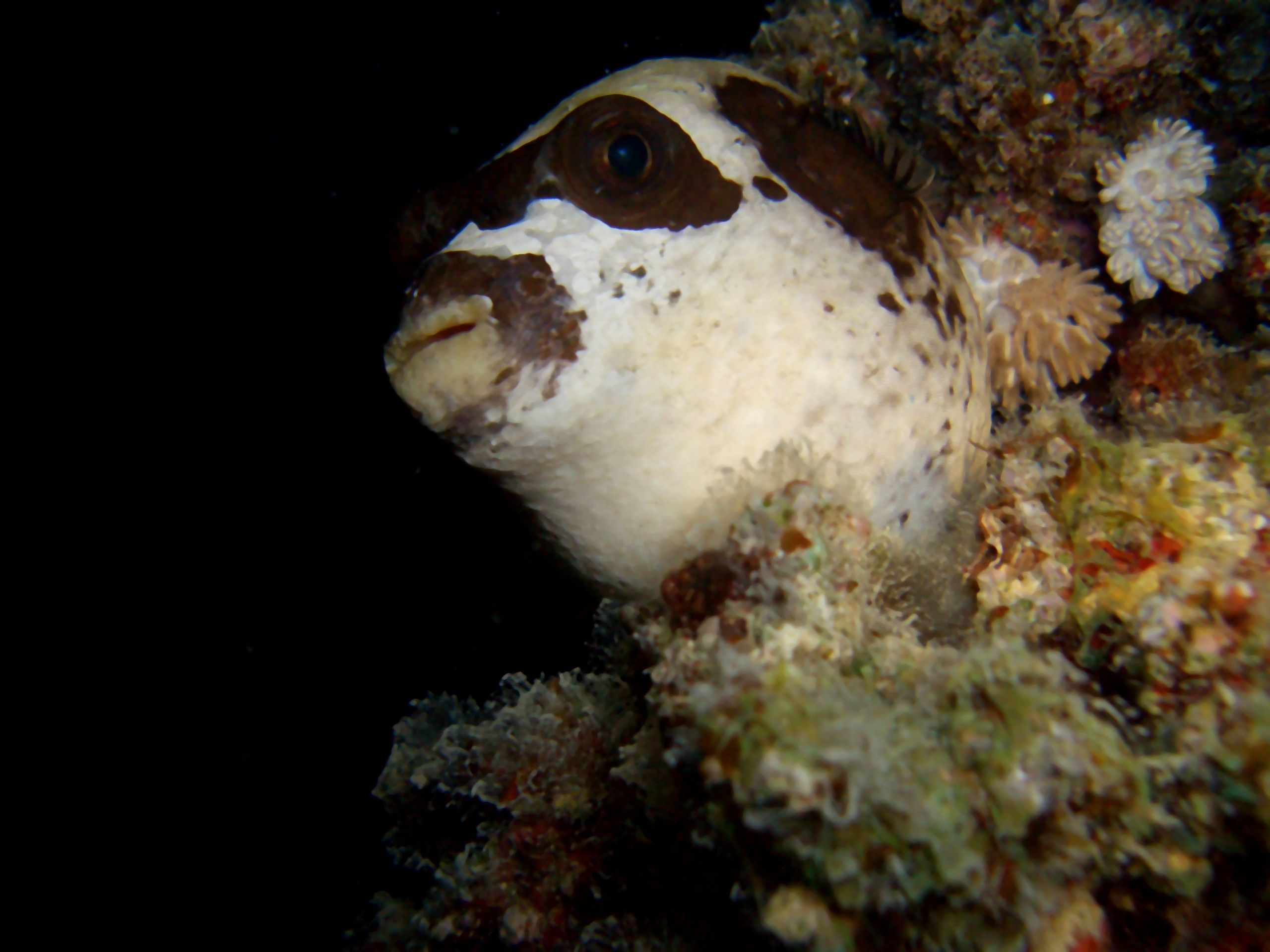
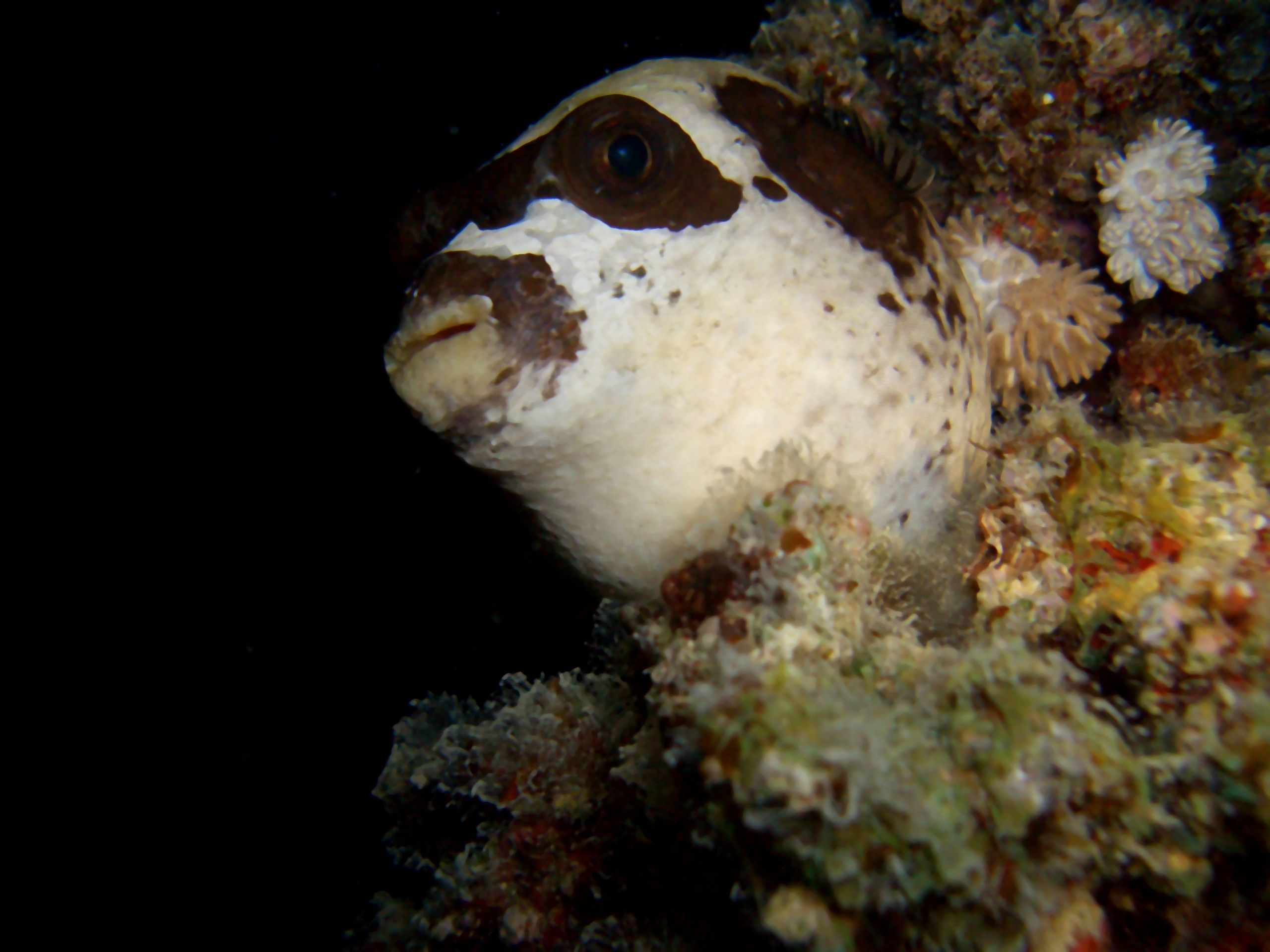